# 여민주
여민주(본명: 김수진, 1991년 9월 26일 ~ )는 대한민국의 배우이다.

## 약력
효자고등학교를 졸업하고, 성균관대학교 연기예술학 재학 중이다. 2005년 드라마 《자매바다》 출연으로 연예계에 데뷔하였다. 5대 던파걸로 선정되어 4월부터 활동 중이다.

## 출연 작품

### 텔레비전 드라마
- 《KBS 드라마 스페셜 - 라이브 쇼크》(2015년, KBS) - 수현 역
- 《KBS 드라마 스페셜 연작 시리즈 - 인생에서 가장 빛나는 시간》(2012년, KBS) - 서연 역
- 《웃어요, 엄마》(2010년, SBS) - 배연서 역
- 《일지매》(2009, MBC) - 경옥 역
- 《대왕 세종》 (2008, KBS) - 순빈 봉씨 역
- 《밤이면 밤마다》 (2008, MBC) - 어린 허초희 역
- 《산 너머 남촌에는》 (2007, KBS) - 나해별 역
- 《반올림 3》 (2006, KBS) - 나해미 역
- 《점프2》
- 《자매바다》 (2005)

### 영화
- 《새콤달콤》 (2021년) ... 2팀 팀원 역
- 단편 《그리다》 (2018년) ... 아영 역
- 단편 《교환원》 (2017년) ... 문희 역
- 《석조저택 살인사건》 (2017년) ... 가정부 오순이 역
- 《기억의 소리》 (2016년) ... 윤희 역
- 《그놈이다》 (2015년) ... 령희 역
- 《오빠가 돌아왔다》 (2014년) ... 로미 역
- 《더 파이브》 (2013년) ... 현주 역
- 단편 《동면의 소녀》 (2012년) 스크립터
- 《굿바이 보이》 (2011년) ... 수진 역
- 《고사 두 번째 이야기: 교생실습》 (2010년) ... 용란 역

### 뮤직비디오
- 박혜경 - 하이힐

### CF
- 2005년 농심 카프리썬
- 2005년 롯데제과 츄렛
- 2006년 롯데제과 돌아온 치토스
- 2007년 한국P&G 페브리즈
- 2008년 던전 앤 파이터
- 2009년 거창 사과
- 2010년 이베이 코리아 G마켓 스타샵
- 2017년 롯데 하우머치 다이렉트
- 2018년 아이소이 파란소화기